# Calaminae
Calaminae es una subtribu de plantas con flores perteneciente a la subfamilia Arecoideae dentro de la familia Arecaceae. Tiene los siguientes géneros.

## Géneros
Según GRIN
- Calamus L.
- Calospatha Becc. = Calamus L.
- Ceratolobus Blume
- Cornera Furtado = Calamus L.
- Daemonorops Blume
- Palmjuncus Kuntze = Calamus L.
- Pogonotium J. Dransf.
- Retispatha J. Dransf.
- Rotang Adans. = Calamus L.
- Rotanga Boehm. = Calamus L.
- Schizospatha Furtado = Calamus L.
- Zalaccella Becc. = Calamus L.

Según Wikispecies
- Calamus - Calospatha - Ceratolobus - Daemonorops - Eleiodoxa - Pogonotium - Retispatha - Salacca